# Лок, Гари
Гари Джон Лок (англ. Gary John Locke; род. 12 июля 1954 года в Лондоне, Англия) — футболист, защитник, известный выступлениями за футбольные клубы «Челси» и «Кристал Пэлас». Играл также в чемпионате Швеции в составе клуба «Хальмстад». Завершил карьеру в чемпионате Новой Зеландии.

## Карьера
Свою футбольную карьеру защитник начал в системе молодежных клубов «Челси», а в 1971 году подписал с клубом профессиональный контракт. Дебют Гари Лока в основном составе пришелся на матч с «Ковентри Сити», состоявшийся 30 сентября 1972 года в рамках чемпионата первого дивизиона. В том поединке «синие» одержали победу со счётом 3:1. Первый гол Лок оформил также в ворота «Ковентри» 24 августа 1974 года. Гари провёл в составе лондонского клуба 315 матчей в основном составе, лишь дважды выйдя на замену. Лок был признан болельщиками игроком года по окончании сезона 1973/74.
В 1983 году Лок перешел в «Кристал Пэлас» по обоюдной договоренности с клубом. В составе «орлов» футболист провёл на поле 101 матч. В 1986 году он отправился покорять Скандинавский полуостров в шведский «Хальмстад». Но отыграв лишь один сезон, Гари перебрался на другой край планеты — в чемпионат Новой Зеландии, клуб «Нейпир Сити Роверс». В 1988 году стал там капитаном и выиграл с командой футбольную лигу годом позже.